# Nick Woodland

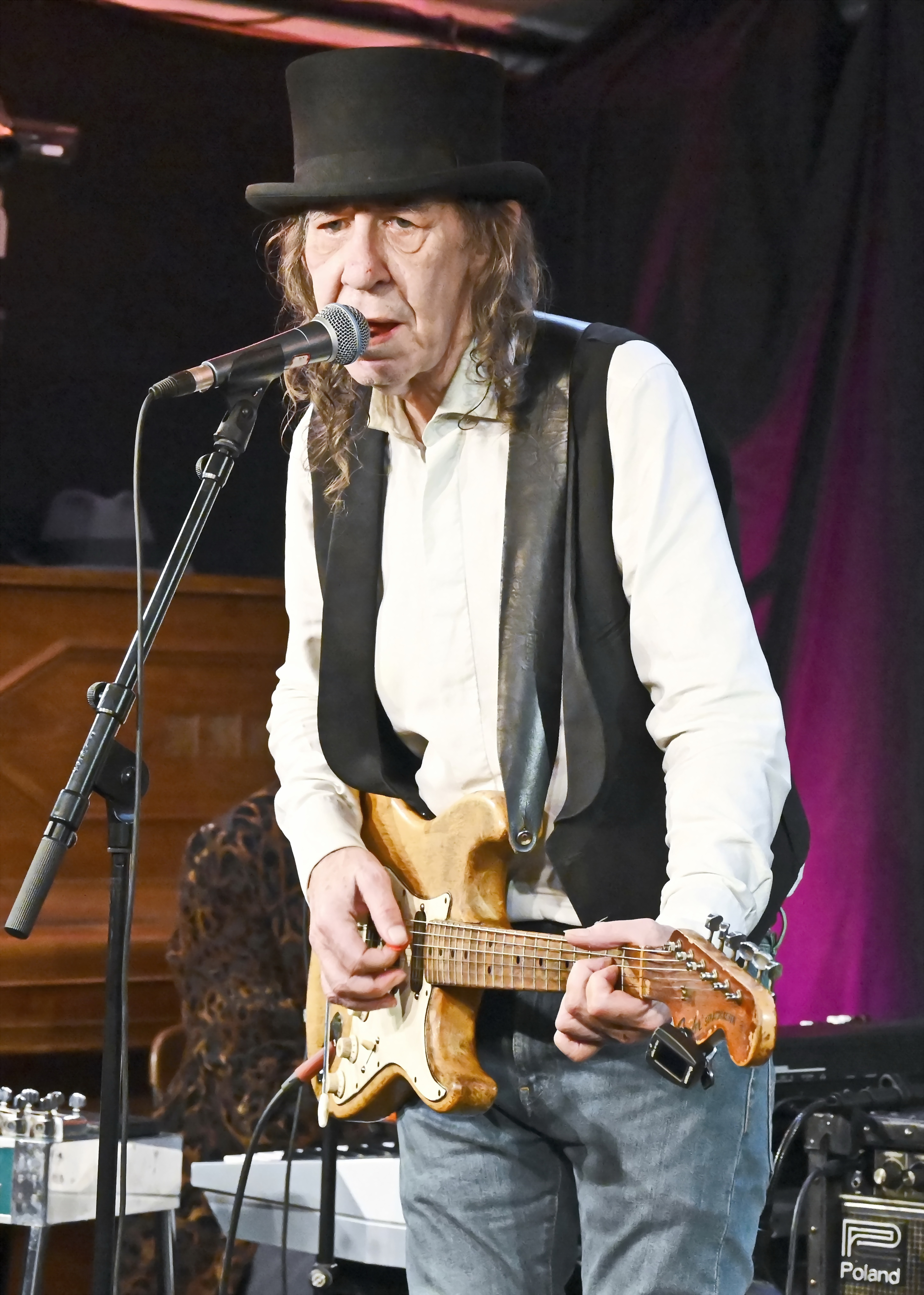
Nick Woodland, 2019

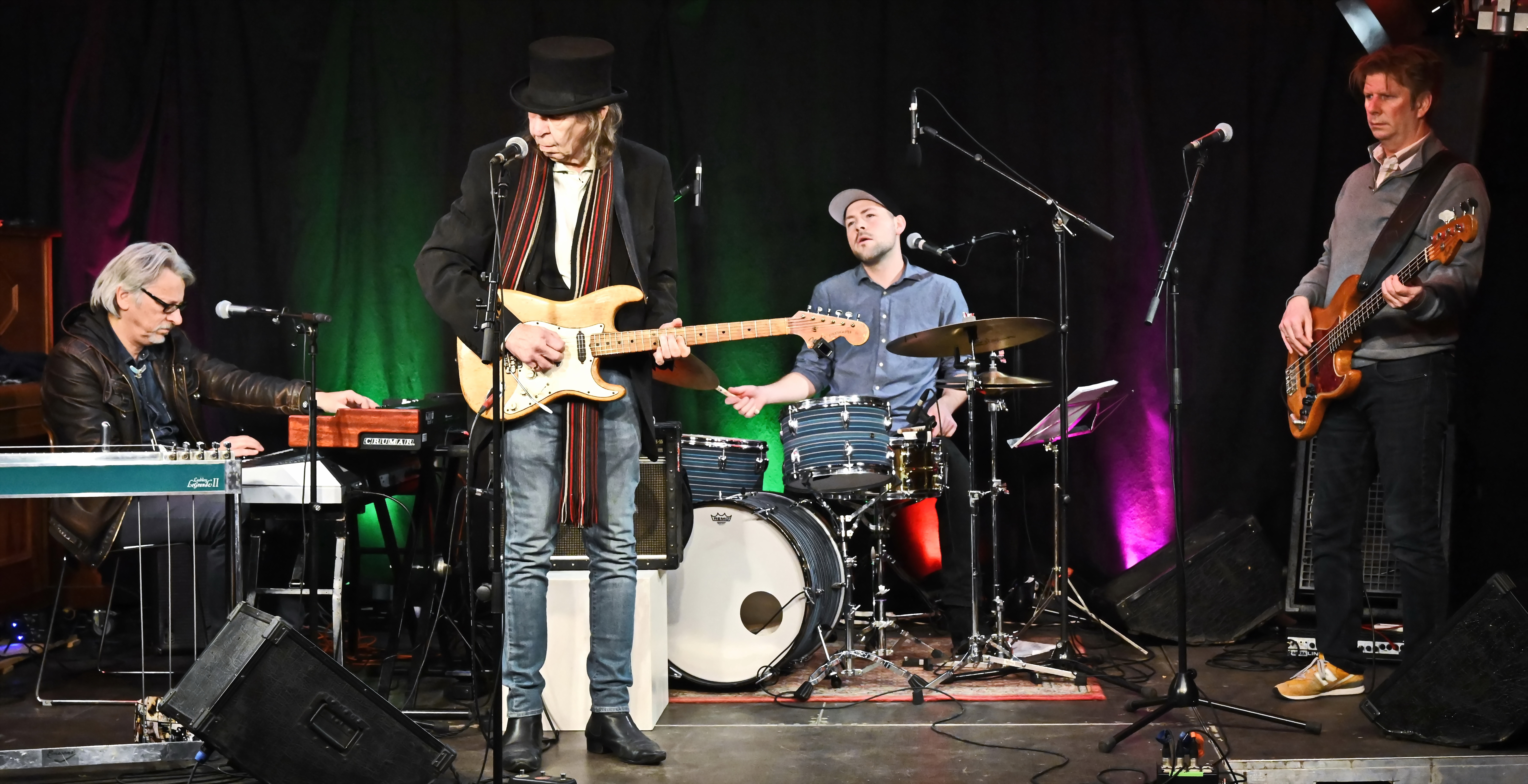
Nick Woodland, 2019

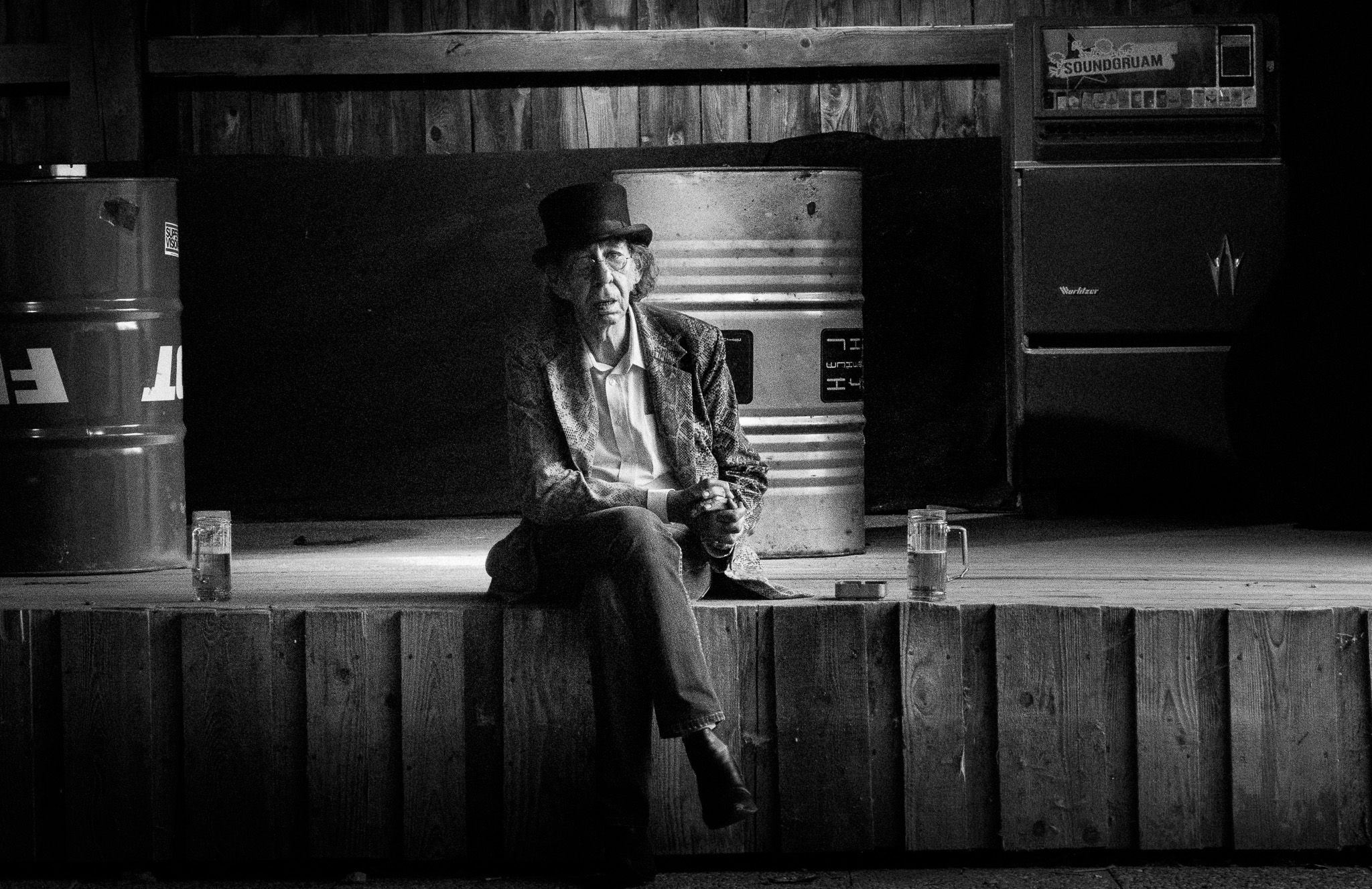
Nick Woodland, 2016

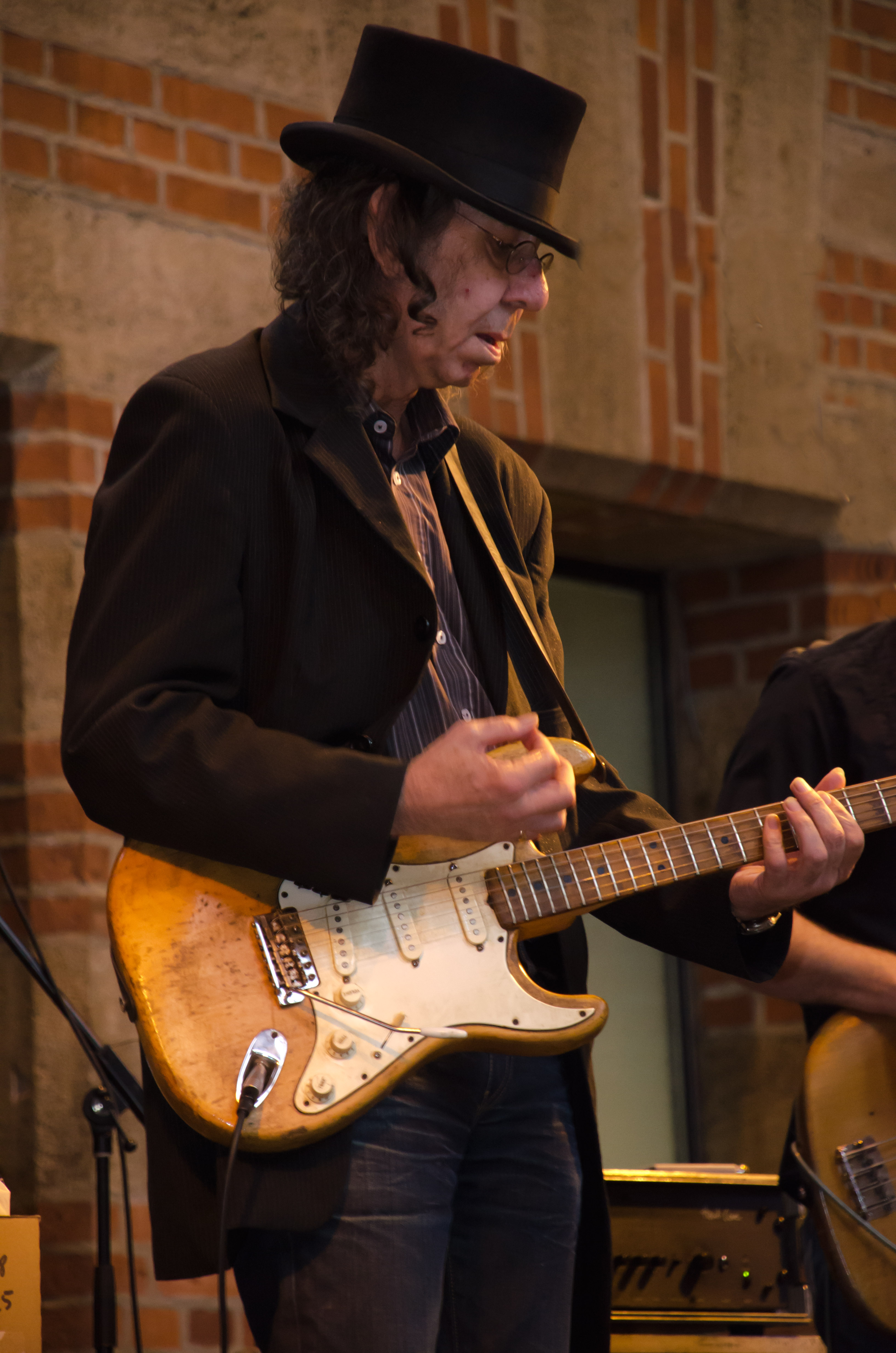
Nick Woodland, 2012

Nick Woodland (* 23. Januar 1951 in London) ist ein britischer Rock-’n’-Roll- und Blues-Gitarrist, der in München lebt. Beeinflusst wurde er von Musikern wie Alexis Korner, Eric Clapton, John Mayall und Peter Green.

## Künstlerisches Wirken
Er spielte in Rockbands wie Amon Düül II, Gift und The Clash, begleitete die Pop-Größen Donna Summer und Boney M., Jazz-Flötist Herbie Mann und ging mit Marius Müller-Westernhagen auf Tournee.
Mit seiner eigenen Band tritt er seit 1982 in Clubs und auf Festivals auf. Ab Mitte der 1980er Jahre spielte die Band als Nick Woodland and the Magnets mit George Esser (Bass) und Fats Fries (Schlagzeug). Zwischen 2002 und 2008 wirkten Walter Zinkl (Bass), Holger Brandt (Schlagzeug) und Klaus Reichardt (Keyboard, Pedal-Steel-Gitarre) in der Band mit. Seit 2008 besteht die Band aus Tom Peschel (Bass), Manfred Mildenberger (Schlagzeug) und  Klaus Reichardt (Keyboard, Pedal-Steel-Gitarre).
Von 1992 bis 2012 war er Mitglied der Band von Georg Ringsgwandl. 1992 schrieb er die Musik für den Kinofilm Wir Enkelkinder des Kabarettisten Bruno Jonas. Von 2006 an spielte er auch bei der wiedervereinigten und mittlerweile wieder aufgelösten deutschen ProgRock-Band Sahara.

## Auszeichnungen
- 1996: Schwabinger Kunstpreis
- 2001: AZ-Stern der Woche der Münchner Abendzeitung

## Diskografie
- 1973: Gift – Gift
- 1974: Sahara – Sunrise
- 1974: Sahara – Rainbow Rider / Circles
- 1975: Nowy, Ralf – Nowy 2
- 1975: Sahara – For All the Clowns
- 1976: Sahara – Flying Dancer / For All the Clowns
- 1986: Nick and the Magnets – Live
- 1992: Big Heart
- 1996: Live Fireworks
- 2006: The Current That Flows
- 2008: Cult Factory Vol. 1 – Authentic Heads
- 2011: Cult Factory Vol. 2 – The Goodburn Clearing House
- 2012: Something I Heard – Live
- 2013: The Beacon
- 2016: Street Level
- 2018: Play it all Night Long
- 2022: Land, Ho